# Thanatus
Thanatus es un género de arañas cangrejo de la familia Philodromidae.
Las especies de este género están presentes en la mayor parte de Europa.
Los miembros adultos de este género de arañas pueden alcanzar de 5 a 6 milímetros (0,20 a 0,24 pulgadas) de largo y se pueden encontrar principalmente por encima de la superficie del suelo, en vegetación baja.
Los miembros de este género tienen una marca cardíaca clara en forma de hoja en el abdomen. Son muy similares a las especies de Philodromus, pero se pueden distinguir principalmente por diferencias en los ojos.

## Especies
- Thanatus africanus Karsch, 1878
- Thanatus albescens O. P.-Cambridge, 1885
- Thanatus alpinus Kulczyński, 1887
- Thanatus altimontis Gertsch, 1933
- Thanatus arcticus Thorell, 1872
- Thanatus arenarius Thorell, 1872
- Thanatus arenicola (Schmidt, 1976)
- Thanatus aridorum Silhavy, 1940
- Thanatus atlanticus Berland, 1936
- Thanatus atratus Simon, 1875
- Thanatus balestrerii Caporiacco, 1935
- Thanatus bungei (Kulczynski, 1908)
- Thanatus chorillensis Keyserling, 1880
- Thanatus coloradensis Keyserling, 1880
- Thanatus constellatus Charitonov, 1946
- Thanatus coreanus Paik, 1979
- Thanatus cronebergi Simon, 1895
- Thanatus dahurianus Logunov, 1997
- Thanatus denisi Brignoli, 1983
- Thanatus dhakuricus Tikader, 1960
- Thanatus dissimilis Denis, 1960
- Thanatus dorsilineatus Jézéquel, 1964
- Thanatus fabricii (Audouin, 1826)
- Thanatus firmetorum Muster & Thaler, 2003
- Thanatus flavescens O. P.-Cambridge, 1876
- Thanatus flavidus Simon, 1875
- Thanatus flavus O. P.-Cambridge, 1876
- Thanatus forbesi Pocock, 1903
- Thanatus formicinus (Clerck, 1757)
- Thanatus fornicatus Simon, 1897
- Thanatus frederici Denis, 1941
- Thanatus fuscipes Denis, 1957
- Thanatus gigas (C.L. Koch, 1837)
- Thanatus gnaquiensis Strand, 1908
- Thanatus granadensis Keyserling, 1880
- Thanatus hongkong Song, Zhu & Wu, 1997
- Thanatus imbecillus L. Koch, 1878
- Thanatus inconsuetus Caporiacco, 1940
- Thanatus indicus Simon, 1885
- Thanatus jabalpurensis Gajbe & Gajbe, 1999
- Thanatus jaikensis Ponomarev, 2007
- Thanatus jugorum Simon, 1916
- Thanatus ketani Bhandari & Gajbe, 2001
- Thanatus kitabensis Charitonov, 1946
- Thanatus lamottei Jézéquel, 1964
- Thanatus lanatus Logunov, 1996
- Thanatus lanceolatus Simon, 1875
- Thanatus lanceoletus Tikader, 1966
- Thanatus lesserti (Roewer, 1951)
- Thanatus lineatipes Simon, 1870
- Thanatus luederitzi Simon, 1910
- Thanatus maculatus Keyserling, 1880
- Thanatus mandali Tikader, 1965
- Thanatus meronensis Levy, 1977
- Thanatus mikhailovi Logunov, 1996
- Thanatus miniaceus Simon, 1880
- Thanatus mongolicus (Schenkel, 1936)
- Thanatus multipunctatus Strand, 1906
- Thanatus mus Strand, 1908
- Thanatus namaquensis Simon, 1910
- Thanatus neimongol Wu & Song, 1987
- Thanatus nigromaculatus Kulczynski, 1885
- Thanatus nipponicus Yaginuma, 1969
- Thanatus nitidus  Logunov & Kunt, 2010
- Thanatus okayi Karol, 1966
- Thanatus ornatus (Lucas, 1846)
- Thanatus pagenstecheri Strand, 1906
- Thanatus parangvulgaris Barrion & Litsinger, 1995
- Thanatus paucipunctatus Strand, 1906
- Thanatus philodromicus Strand, 1916
- Thanatus philodromoides Caporiacco, 1940
- Thanatus pictus L. Koch, 1881
- Thanatus pinnatus Jézéquel, 1964
- Thanatus plumosus Simon, 1890
- Thanatus prolixus Simon, 1897
- Thanatus pygmaeus Schmidt & Krause, 1996
- Thanatus rayi Simon, 1875
- Thanatus rubicellus Mello-Leitão, 1929
- Thanatus rubicundus L. Koch, 1875
- Thanatus sabulosus (Menge, 1875)
- Thanatus saraevi Ponomarev, 2007
- Thanatus schubotzi Strand, 1913
- Thanatus sepiacolor Levy, 1999
- Thanatus setiger (O. P.-Cambridge, 1872)
- Thanatus sibiricus Kulczynski, 1901
- Thanatus simplicipalpis Simon, 1882
- Thanatus stepposus Logunov, 1996
- Thanatus striatus C. L. Koch, 1845
- Thanatus stripatus Tikader, 1980
- Thanatus tuvinensis Logunov, 1996
- Thanatus ubsunurensis Logunov, 1996
- Thanatus validus Simon, 1875
- Thanatus vulgaris Simon, 1870
- Thanatus wuchuanensis Tang & Wang, 2008
- Thanatus xinjiangensis Hu & Wu, 1989
- Thanatus zavattarii Caporiacco, 1939